# Kallima jacksoni
Kallima jacksoni är en fjärilsart som beskrevs av Sharpe 1896. Kallima jacksoni ingår i släktet Kallima och familjen praktfjärilar. Inga underarter finns listade i Catalogue of Life.